# Клеменс, Пьер
Пьер Клеменс (люкс. Pierre Clemens; 2 августа 1913 в Реданже, Люксембург — 26 августа 1963 в Беттамбуре, Люксембург) — люксембургский шоссейный велогонщик. Чемпион Люксембурга в групповой гонке 1937 года. Его младший брат Матиас Клеменс также был велогонщиком.

## Достижения
1936
2-й Тур Люксембурга
4-й Тур де Франс
1937
1-й  Чемпионат Люксембурга в групповой гонке
2-й Тур Люксембурга
1-й Этап 3
1938
9-й Тур Люксембурга
1942
4-й Тур Люксембурга
1943
3-й Тур Люксембурга
1-й Этап 3

## Статистика выступлений

### Гранд-туры
| Гонка           | 1936 | 1937 | 1938 | 1939 |
| --------------- | ---- | ---- | ---- | ---- |
| Джиро д'Италия  | —    | —    | —    | —    |
| Тур де Франс    | 4    | НФ   | НФ   | 20   |
| Вуэльта Испании | —    | —    | —    | —    |

| —  | Не участвовал  |
| НФ | Не финишировал |